# Quercus cerris
Quercus cerris, el roble cabelludo, roble cerris o roble de Turquía, es un árbol que pertenece a la familia de las fagáceas. Se distribuye por el sur y el sureste de Europa y Asia Menor. 

## Descripción

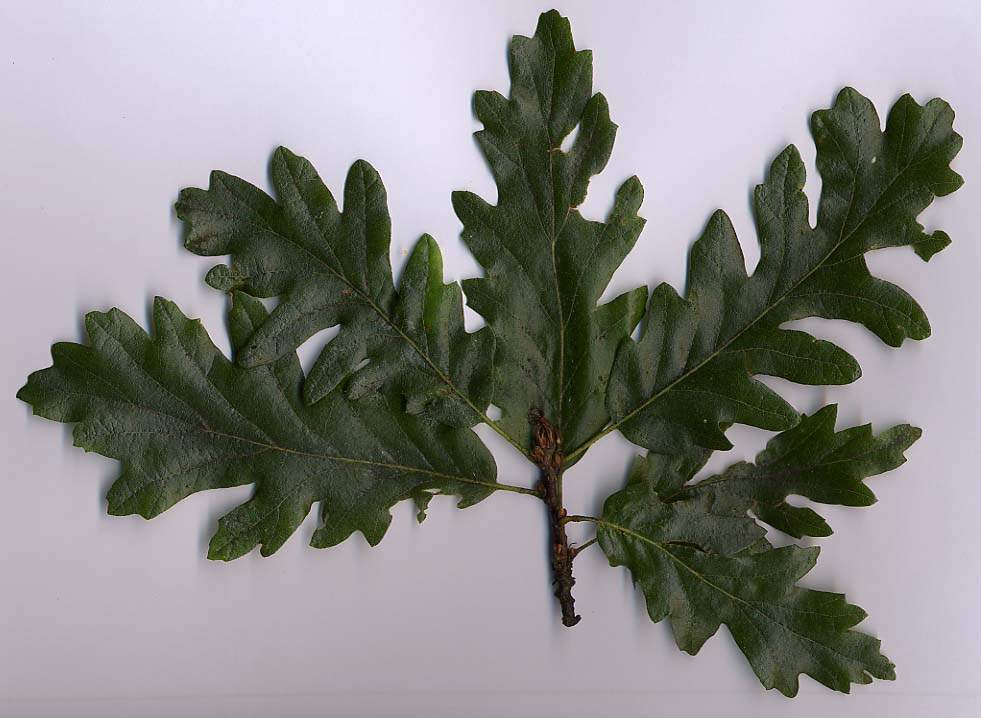
Hoja

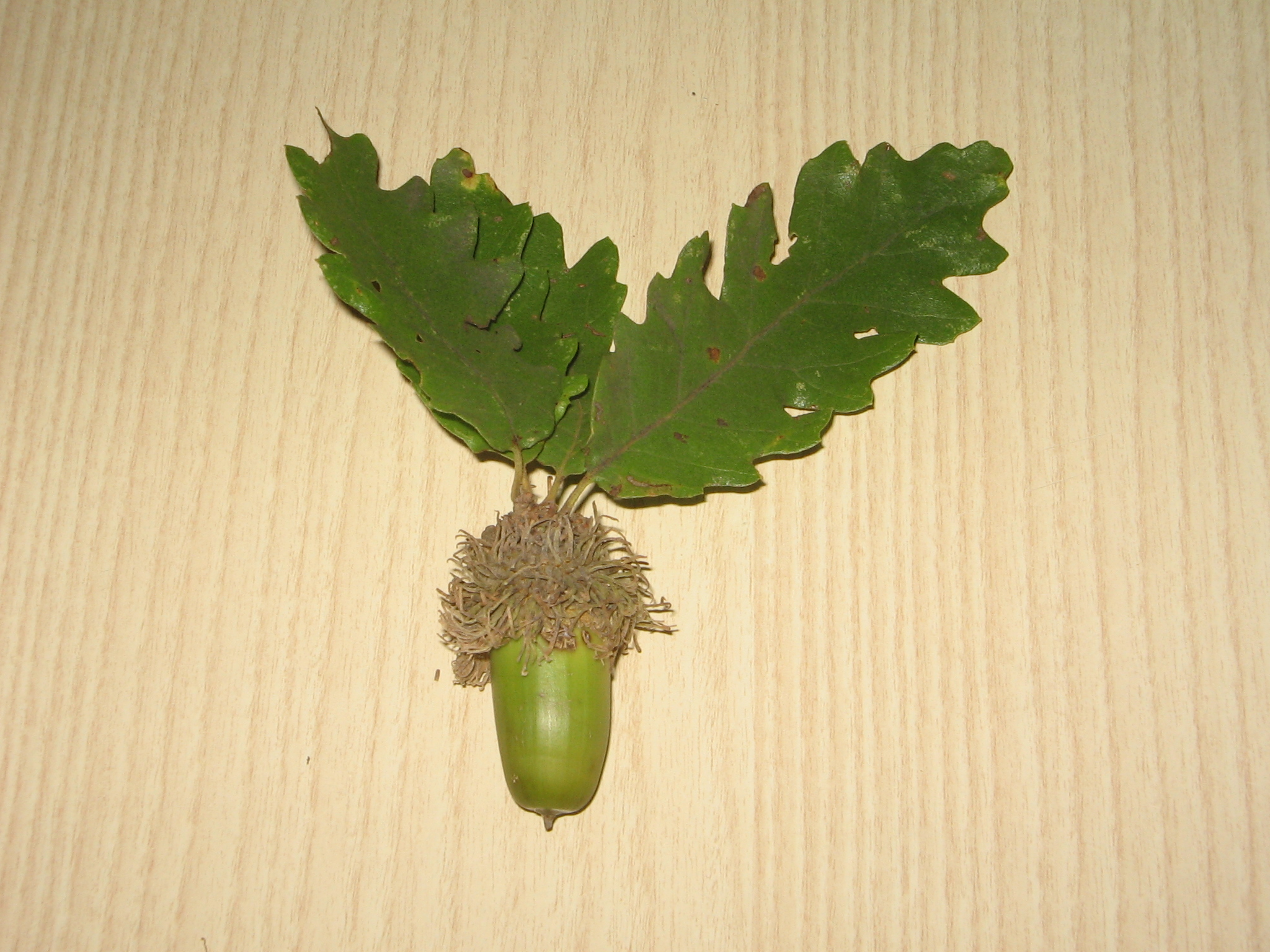
Fruto

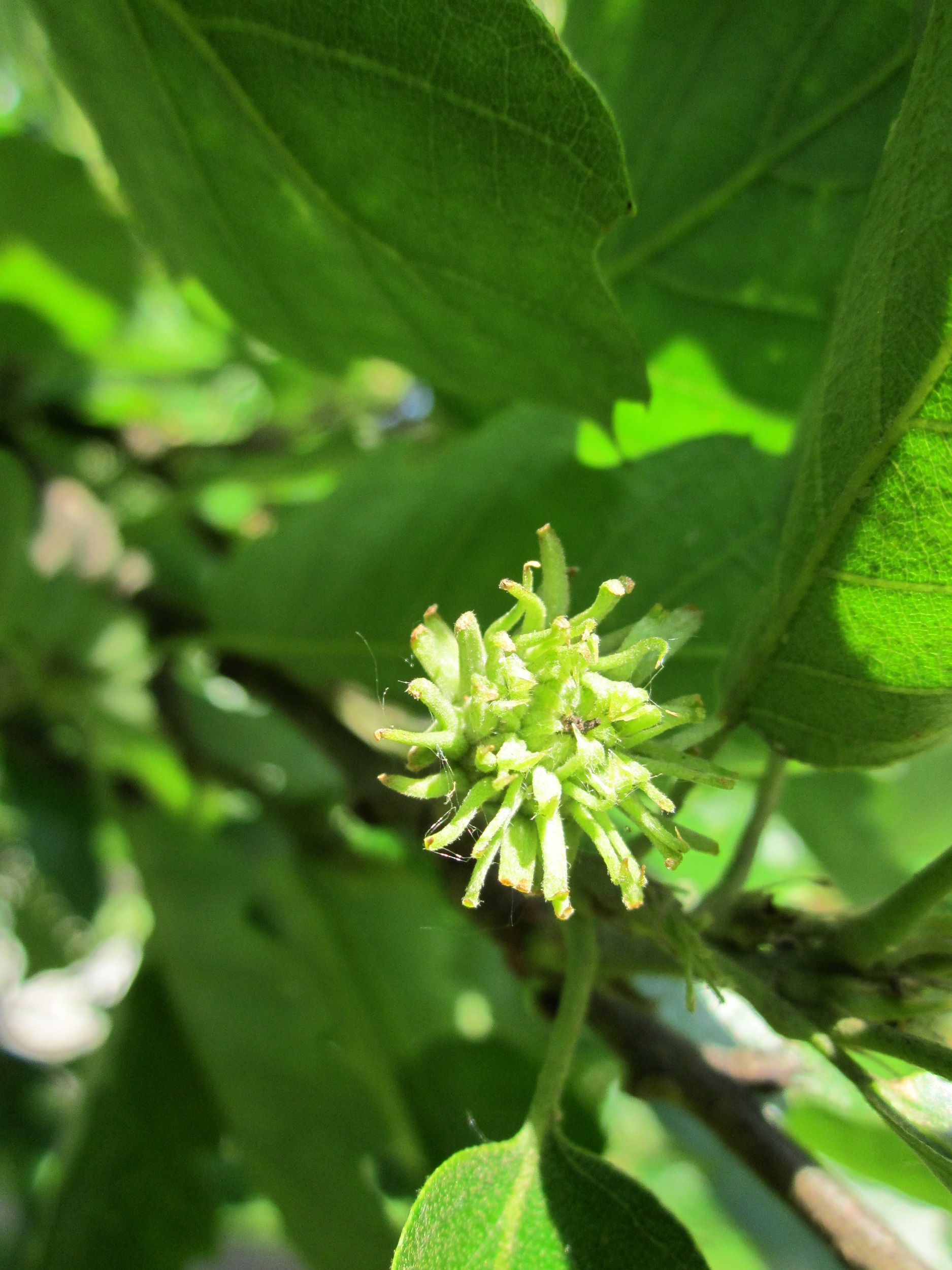
Detalle de la flor

Es un árbol caducifolio con la copa ancha que alcanza los 10 metros o 35 pies de altura. Tiene el tronco con la corteza grisácea y con grandes fisuras que terminan agrietándose y formando placas cuadradas y convexas. Las hojas son oblongas, con los márgenes dentados, ligeramente ásperas y con pelos rígidos en el haz y pubescentes en el envés. El fruto es un aquenio, una bellota, con la mitad o dos tercios alojados en el interior de la cúpula, con escamas largas y puntiagudas curvadas hacia afuera.

## Distribución
Es nativo del centro y sur de Europa. Asia Menor y Sicilia. También se encuentra como planta ornamental en España.

## Taxonomía
Quercus cerris fue descrita por  Carlos Linneo    y publicado en Species Plantarum 997. 1753.
Etimología
Quercus: nombre genérico del latín que designaba igualmente al roble y a la encina.
cerris: epíteto proveniente de la voz latina cerrus, que puede traducirse como "de lugares pedregosos".
Sinonimia
- Quercus lanuginosa Lam. in Lamarck & A.DC. (1778),
- Quercus frondosa Mill. (1759).
- Quercus aegilops Scop. (1772).
- Quercus crinita Lam. (1785).
- Quercus haliphlaeos Lam. (1785).
- Quercus austriaca Willd. (1805).
- Quercus tournefortii Willd. (1805).
- Quercus secondatii Steud. (1821).
- Cerris australis Raf. (1838).
- Cerris austriaca (Willd.) Raf. (1838).
- Cerris crinita (Lam.) Raf. (1838).
- Cerris paliphleos Raf. (1838).
- Quercus ragnal Lodd. ex Loudon (1838).
- Quercus cana Steud. (1841).
- Quercus crispa Steud. (1841).
- Quercus frondosa Steud. (1841).
- Quercus incisa Steud. (1841).
- Quercus variegata Lodd. ex Steud. (1841).
- Quercus pseudocerris Boiss. (1853).
- Quercus asplenifolia A.DC. in A.P.de Candolle (1864).
- Quercus echinata Salisb. in A.P.de Candolle (1864).
- Quercus heterophylla A.DC. in A.P.de Candolle (1864).
- Quercus dentata S.Watson (1873), nom. illeg.
- Quercus raynal K.Koch (1873).
- Quercus recurvisquamosa St.-Lag. (1882).
- Quercus nicotrae Lojac. (1907).
- Quercus × ambrozyana Simonk. (1909).
- Quercus tukhtensis Czeczott (1932).
- Quercus thracica Stef. & Nedjalkov (1956).[4]

## Nombres comunes
- Castellano: aligero, cerriego, cerro, egilope, marojo, mesto, palo-mesto, rebollo, roble turco, serriego.[5]